# Clear Cold Beyond
Clear Cold Beyond ist das elfte Musikalbum der finnischen Power-Metal-Band Sonata Arctica, dass am 8. März 2024 veröffentlicht wurde.

## Hintergrund
In einem Interview erklärte Sänger Tony Kakko: "Wir haben schon seit geraumer Zeit das Gefühl, dass wir nach einigen sanfteren Alben wieder härter werden müssten". Für das Album arbeite Sonata Arctica wieder mit Mikko Karmila, der schon Ecliptica produziert hat.
Die Single Dark Empath wurde am 26. Januar 2024 veröffentlicht und gilt als Fortsetzung von "Don’t Say a Word", das auf dem Album Reckoning Night erschienen ist. Das Musikvideo zu Dark Empath wurde von Miikka Lommi gedreht.
Das Album wurde am 8. März 2024 veröffentlicht und erreichte in Finnland die Top-Ten. Auch im deutschsprachigen Raum erreichte das Album die Charts.

## Titelliste
| Nr.          | Titel                                     | Länge |
| ------------ | ----------------------------------------- | ----- |
| 1.           | First in Line                             | 5:22  |
| 2.           | California                                | 4:25  |
| 3.           | Shah Mat                                  | 4:09  |
| 4.           | Dark Empath                               | 6:05  |
| 5.           | Cure for Everything                       | 4:41  |
| 6.           | A Monster Only You Can’t See              | 5:56  |
| 7.           | Teardrops                                 | 4:57  |
| 8.           | Angel Defiled                             | 4:44  |
| 9.           | The Best Things                           | 4:52  |
| 10.          | Clear Cold Beyond                         | 5:45  |
| 11.          | A Ballad for the Broken (Bonus-Track)     | 4:50  |
| 12.          | Toy Soldiers (Martika Cover, Bonus-Track) | 3:44  |
| Gesamtlänge: | Gesamtlänge:                              | 59:29 |

## Mitwirkende
| - Gesang: Tony Kakko - E-Gitarre: Elias Viljanen - Schlagzeug: Tommy Portimo - Keyboard: Henrik „Henkka“ Klingenberg - E-Bass: Pasi Kauppinen - Chor: Säkenöivä | - Texte: Tony Kakko - Produzent: Mikko Karmila - Coverdesign: Niko Antilla, Timo Kauppinen | - Tonstudios: Studio57, Kakkoslaatu, Lanceland, Magic7-Studio - Mix: Mikko Karmila - Mastering: Svante Forsbäck - Label: Atomic Fire |

## Rezeptionen

### Kritiken
Das Album erhielt überwiegend positive Kritiken. So schreibt beispielsweise Jannik Kleemann von metal.de, dass die Band ihren zweiten Frühling erlebt, wenn das so weitergeht.  Stefan Pop von Metal1 vergibt die Wertung 9 von 10 Punkten und schreibt "Sonata Arctica machen auf “Clear Cold Beyond” alles richtig: Sie klingen wieder wie früher und holen damit alte Fans wieder ins Boot, vergraulen aber auch keine neuen Fans."
Auch Stormbringer.at schreibt "Clear Cold Beyond" ist also nicht NUR der einfache Rückschritt zu schnellem Power Metal, sondern trotzdem gleichermaßen eine Fortsetzung des virtuosen Sounds, der die Band schon immer ausgezeichnet hat" und vergibt 4,5 von 5 Punkten.

### Charts und Platzierungen
| ChartsChartplatzierungen | Höchstplatzierung | Wochen |
| ------------------------ | ----------------- | ------ |
| Deutschland (GfK)        | 26 (1 Wo.)        | 1      |
| Finnland (IFPI)          | 7 (2 Wo.)         | 2      |
| Schweiz (IFPI)           | 12 (1 Wo.)        | 1      |
| Österreich (Ö3)          | 29 (1 Wo.)        | 1      |